# Saint-Frégant
Saint-Frégant é uma comuna francesa na região administrativa da Bretanha, no departamento Finisterra. Estende-se por uma área de 8,38 km². Em 2010 a comuna tinha 842 habitantes (densidade: 100,5 hab./km²).